# Neko Oikawa
Pour les articles homonymes, voir Oikawa.
Neko Oikawa (及川眠子, Oikawa Neko) est une parolière japonaise, née le 10 février 1960 à Wakayama.
Elle commence sa carrière en 1985, après avoir gagné un concours d'écriture de chanson. Elle connaitra le succès dans les années 1990 en écrivant les textes de nombreux tubes pour des idoles japonaises de l'époque, notamment CoCo, Wink, et Rieko Miura.